# Université Drake
L'université Drake est une université privée subventionnée implantée à Des Moines (Iowa), aux États-Unis. Cette institution propose des cursus en études commerciales, droit et pharmacologie. La faculté de droit est l'une des vingt plus anciennes des États-Unis.

## Historique

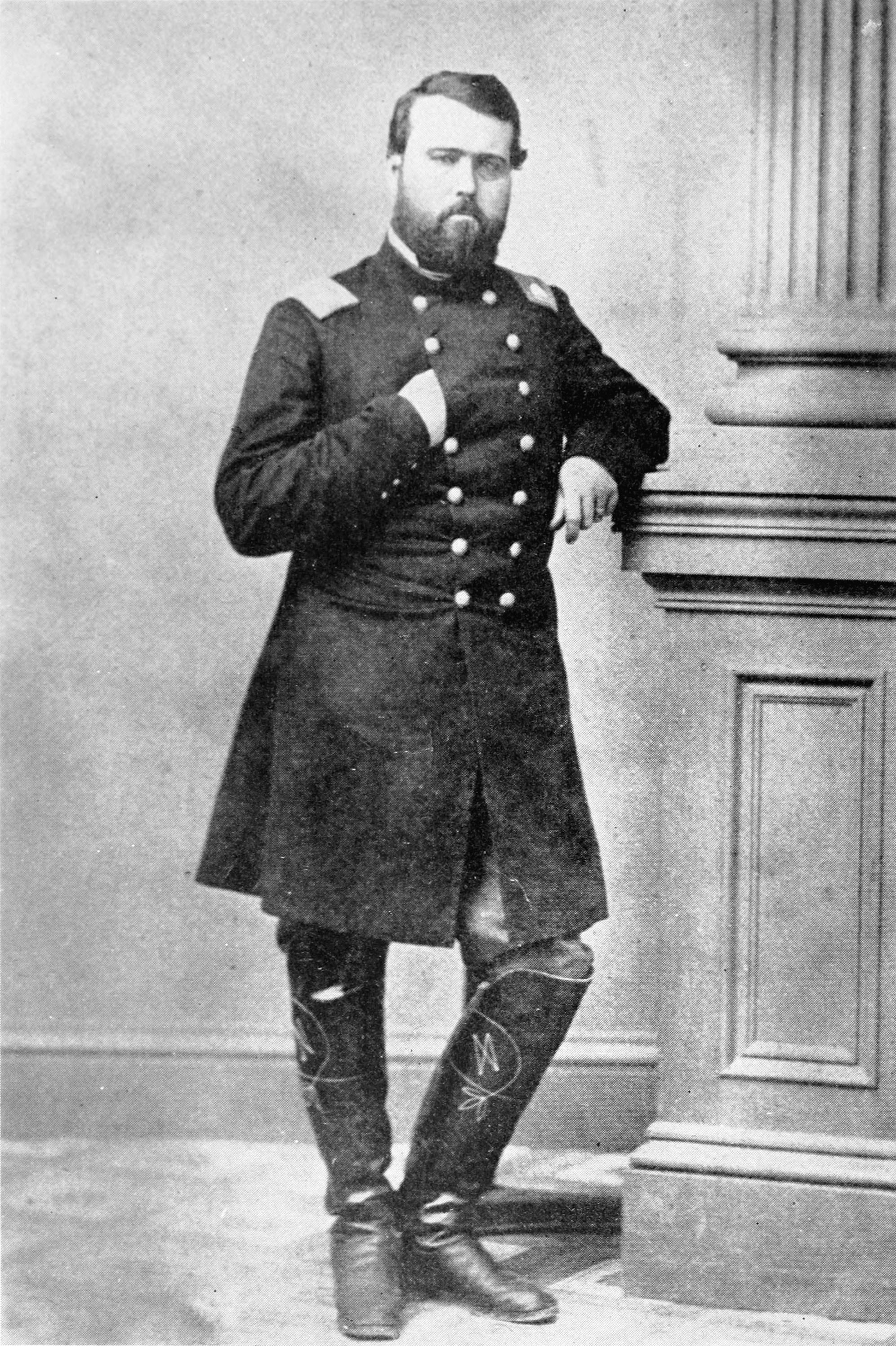
Francis Marion Drake

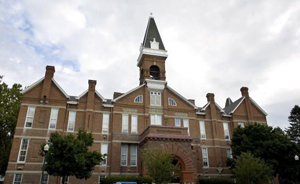
Old Main

L’université Drake a été fondée en 1881 par George T. Carpenter, enseignant et prédicateur, et le général Drake, héros de la guerre de Sécession. Drake était à l'origine rattachée à l’Église Réformée mais cette tradition s'est aujourd'hui beaucoup effacée. Les premières classes ouvertes en 1881 accueillaient 77 étudiants avec un internat, le Student's Home.
Le premier bâtiment de l’établissement, Old Main, fut inauguré en 1883 : il abrite aujourd’hui les services administratifs, la salle Levitt et l’amphithéâtre Sheslow où, entre autres, les candidats aux présidentielles viennent régulièrement prononcer leurs discours de campagne. La faculté de droit, qui fut chronologiquement la seconde à l’ouest du Mississippi (la plus ancienne est celle de l'Université de Saint-Louis) fut fondée en 1865 par Chester C. Cole, qui fut magistrat à la Cour suprême de l'Iowa de 1864 à 1876. Les premiers étudiants étrangers de Drake sont immatriculés en 1886 : ils viennent de Chine, de Perse, d’Arménie et du Japon. La bibliothèque universitaire ouvre ses portes le 16 juin 1908. En 1920, dans un contexte de crise du logement, l’université autorise les associations étudiantes à s’affilier aux fédérations universitaires américaines existantes, dont les noms sont des initiales en lettres grecques.
La faculté de droit de Drake remonte à 1865. C'est l’un des membres fondateurs de l’Association of American Law Schools ; elle a bénéficié à ce titre du premier train d’accréditations fédérales du Barreau (1923) et est l'un des 75 établissements américains autorisés par l'ABA à tenir un Chapitre de l’Ordre des Avocats. Drake héberge en outre l’American Judicature Society, les archives de la National Bar Association (qui fut la première association américaine de juristes Afro-américains). Le Drake Constitutional Law Center, fondé par le gouvernement fédéral, fait partie des quatre écoles de droit constitutionnel reconnues par le Congrès américain.
En 1887, l’Iowa College of Pharmacy a rejoint l’université Drake pour former à lui seul un collège de l’université, jusqu'en 1906 où il interrompit son enseignement. Elle rouvrit en 1939, à l'occasion de la dissolution de la Des Moines College of Pharmacy Corporation, qui avait pris son autonomie de l’Université de Des Moines en 1927 ; et reprit pour l'occasion les locaux de sa consœur, au bénéfice de l'université Drake .
Le 17 septembre 1969, le journal des étudiants de Drake, The Times-Delphic, publia ce qui semble la première version du canular Paul is dead. Par la suite, le musicien Dartanyan Brown, cité dans cet article, dira avoir obtenu ses informations d'autres étudiants et de journaux underground.

## Classement
- Selon le journal Forbes : 193e
- USNWR_REG = 3e
- Wamo_MASTERSU = 36e

L'université comprend six collèges :
- Faculté des Arts et Sciences
- École de Commerce et d'Administration
- L'Institut d'Education
- L’École de Journalisme et des Media
- Faculté de droit
- Faculté de Pharmacologie et de sciences médicales

## Athlétisme

Emblème de Drake Athletics.

L'université Drake peut s'enorgueillir d'un long palmarès sportif : 
- En 1885, l'établissement fait du baseball son premier sport d'équipe, suivi par le football américain et le pentathlon ;
- en 1904, une première équipe de basket-ball féminine est formée, mais elle est désavouée par la doyenne Mary Carpenter, qui juge cette activité inconvenante ("not appropriate") pour de jeunes femmes. La même année, pourtant, la ligue d'athlétisme adopte le surnom de Bulldogs par allusion au fait que l'entraîneur, John L. Griffith, amenait ses bulldogs avec lui chaque fois qu'il venait sur les terrains de sport.
- Le 11 octobre 1905, le premier terrain de football américain, Haskins Field, est inauguré et les Bulldogs perdent 17-0 contre l'université d'Iowa.
- En 1928, à l'occasion du premier match de football américain de nuit de l'Ouest, Drake bat Simpson College sur le score de 41-6.
- Mais l'événement le plus connu de l'histoire du football américain à Drake est survenu le 20 octobre 1951 : des photographes du journal local, le Des Moines Register, produisirent la preuve de l'agression préméditée[5] du trois-quarts aile noir Johnny Bright par des joueurs de l'Oklahoma A&M (rebaptisée Université d'État de l'Oklahoma en 1957) ; l'article a été couronné du Prix Pulitzer.

Les étudiants de Drake participent aux rencontres de Ire division de la ligue de la Vallée du Missouri de la NCAA  pour tous les sports homologués, sauf le football américain : pour cette dernière discipline, Drake est classée en Ire division de la Pioneer Football League de la FCS NCAA. Drake participe aux championnats par équipes de la Metro Atlantic Athletic Conference.
- Basket-ball (hommes et femmes)
- aviron (femmes)
- Cross-country (hommes et femmes)
- football américain (hommes)
- Golf (hommes et femmes)
- football (hommes et femmes)
- Softball (femmes) : cf. l'article Danielle Tyler
- Tennis (hommes et femmes)
- Décathlon (hommes) et pentathlon (femmes)
- Volley-ball (femmes)